# Seabourn Quest
El MV Seabourn Quest es un crucero de lujo operado por Seabourn Cruise Line. Fue construido por el astillero italiano T. Mariotti . El buque entró en servicio en junio de 2011.

## Historial de servicio

### Reacondicionamiento de 2013
Desde el 13 de mayo de 2013 hasta el 2 de junio de 2013, el Seabourn Quest estuvo en dique seco para reacondicionarse en el astillero T. Mariotti en Génova, Italia. El trabajo en el barco incluyó 2 nuevas grúas adicionales en los espacios al aire libre en la cubierta de popa 6, 4 cunas Zodiac adicionales, reorganización de la sala del incinerador y aumento de la capacidad de retención, instalación de un nuevo sistema de tratamiento de agua de lastre en la sala de máquinas y trabajos mecánicos y de tuberías menores en la sala de máquinas. sala y dique seco. El trabajo adicional incluyó la remodelación del puerto deportivo del barco para acomodar los botes inflables Zodiac que se utilizarán en los próximos cruceros antárticos de Seabourn junto con mejoras generales y adiciones al área de la tripulación que ya se han introducido en el Seabourn Odyssey y el Seabourn Sojourn. Este reacondicionamiento no afectó a sus sistemas rompehielos. El reacondicionamiento involucró solo modificaciones menores para acomodar los Zodiacs.